# Gameshow
Gameshow è il terzo album in studio del gruppo musicale nordirlandese Two Door Cinema Club, pubblicato nel 2016.

## Tracce
1. Are We Ready? (Wreck) – 3:50
2. Bad Decisions – 4:58
3. Ordinary – 4:59
4. Gameshow – 3:53
5. Lavender – 3:56
6. Fever – 4:43
7. Invincible – 4:30
8. Good Morning – 3:57
9. Surgery – 4:37
10. Je Viens De La – 3:45